# Wilhelm Heinrich von der Goltz
Wilhelm Heinrich Freiherr von der Goltz (* 7. Januar 1724 in Plutwinnen; † 28. August 1789 in Stettin) war ein königlich-preußischer Generalleutnant und zuletzt Chef des „Regiments Goltz zu Fuß“ sowie Ritter des Pour le Mérite.

## Leben
Seine Eltern waren Heinrich Ludwig von der Goltz (* 1678; † 9. Juni 1742) und Anna Eleonore von Königsegg († 24. Januar 1736). Sein Vater war kursächsischer Oberst der Leibgarde und Erbherr auf Leißienen und Plutwinnen.
1735 kam er als Gefreitenkorporal in das „Regiment Goltz zu Fuß“ nach Magdeburg. Chef des Regiments war seiner Zeit sein Onkel Christoph Heinrich von der Goltz. 1738 wurde er Fähnrich und stieg weiter auf, bis er 1760 Major wurde. Im April 1763 ließ er sich zu seinem 25-jährigen Dienstjubiläum von dem in Magdeburg inhaftierten Friedrich von der Trenck einen Zinnbecher gravieren. 1771 wurde er Oberstleutnant und am 7. Juni 1772 bereits Oberst. 1773 wurde er als Kommandant in das „Füsilier-Regiment Rohr“ versetzt. 1780 übernahm er als Chef das ehemalige „Füsilier-Regiment Luck“. Am 4. August 1781 erhielt er seine Beförderung zum Generalmajor. Im April 1782 erwarb Goltz von der Familie von Beneckendorff die zwischen Heiligenbeil und Braunsberg gelegenen Rittergüter Grunenfeld und Schöndamerau. 1784 wurde ihm das ranghöhere ehemalige „Regiment Winterfeld zu Fuß“  in Stettin zugewiesen. Im Februar 1787 erwarb er das Rittergut Schöningen in Westpommern für 49.600 Thaler. Am 1. Juni 1788 wurde er zum Generalleutnant ernannt und starb im Jahr darauf.
Er kämpfte im Ersten Schlesischen Krieg, Zweiten Schlesischen Krieg und im Siebenjährigen Krieg. In der Schlacht bei Leuthen und in Torgau wurde er schwer verwundet. In der Schlacht bei Roßbach war er Hauptmann und erhielt den Pour le Mérite.

## Familie
Er heiratete im Jahr 1765 Sophie Auguste von Dacheröden (* 24. Dezember 1737; † 22. April 1812) der Tochter des Regierungspräsidenten von Magdeburg und Schwester des Kriegs- und Domänenkammerpräsidenten Karl Friedrich von Dacheröden. Sie war zudem eine Tante von  Caroline von Dacheröden, der Ehefrau von Wilhelm von Humboldt. Das Paar hatte keine Kinder.